# Water Polo Club Spartak Volgograd
Water Polo Club Spartak Volgograd é um clube de polo aquático da cidade de Volgogrado, Rússia.

## História
O clube foi fundado em 1996. 

## Títulos
- Liga Russa de Polo aquático
  - 1996-97, 1998–99, 2002–03, 2003–04, 2009–10, 2010–11, 2011–12, 2012–13, 2013–14